# Missile M5
 (janvier 2020).
Si vous disposez d'ouvrages ou d'articles de référence ou si vous connaissez des sites web de qualité traitant du thème abordé ici, merci de compléter l'article en donnant les références utiles à sa vérifiabilité et en les liant à la section « Notes et références ».

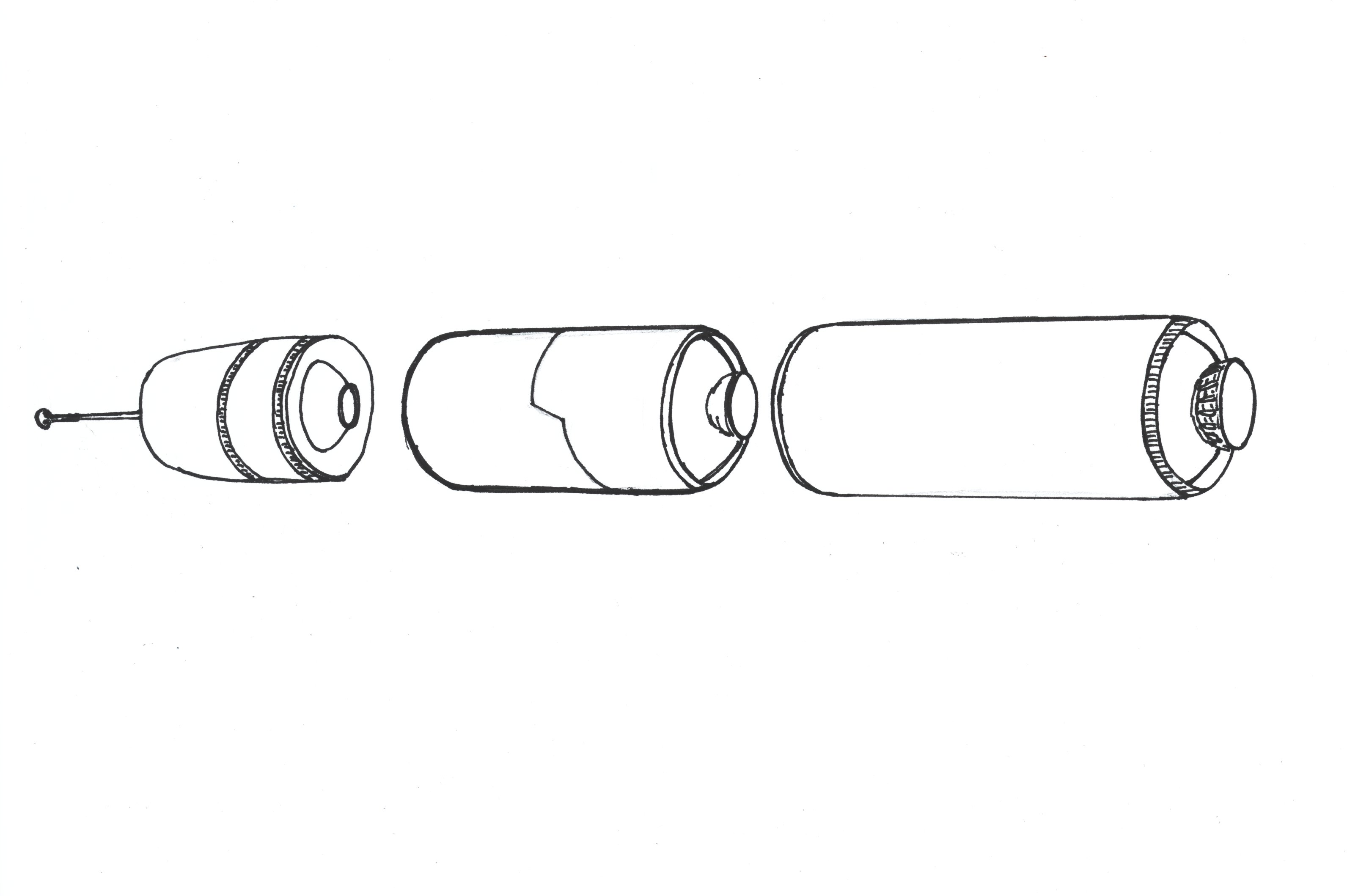
Missile M5

Le M5 est le nom d'un programme de missile balistique français de type mer-sol-balistique-stratégique (MSBS) qui était destiné à équiper les sous-marins nucléaires lanceurs d'engins de nouvelle génération (SNLE-NG) de la classe Le Triomphant de la Force océanique stratégique française (FOST). 
Après des études technologiques approfondies menées en parallèle du développement du M45, évolution du M4 essentiellement centrée sur la charge utile, le développement du programme M5 a été lancé en 1992, soit trois ans après la chute du mur de Berlin, mais restait spécifié sur la base de l'hypothèse d'un renforcement notable des défenses antimissiles balistiques ex-soviétiques, en parallèle à la SDI américaine ("Guerre des étoiles" initiée par R. Reagan), au-delà de celles prises en compte par le M45, en particulier par l'introduction de senseurs de défense optroniques de discrimination, voire d'intercepteurs à guidage optronique. 
Cette hypothèse a entrainé la création d'un projet très ambitieux en matière de performances (portée, précision, capacité de pénétration des défenses antimissiles) et donc de technologies (propulseurs à tuyère déployable, centrale inertielle de guidage de très haute précision à accéléromètre PIGA et viseur stellaire intégré, système de propulsion et pilotage évolué en phase d'espacement, divers leurres d'aide à la pénétration de défenses optroniques...) mais aussi, de ce fait, très coûteux. 
Le projet fut modifié en 1996 sur décision du Président de la République afin de limiter les coûts du programme (allégement des spécifications et simplification des technologies du vecteur, décalage du calendrier, réemploi initial de la charge utile du M45 eu égard à l'absence de renforcement des défenses russes) et d'aboutir aux spécifications du programme désormais rebaptisé missile M51. Le système d'arme dit M51.1 (version équipée de la charge utile du M45) est entré en service en 2010 sur le SNLE-NG "Le Terrible".